# Kiss László (orvostörténész)
Kiss László (Ipolyság, 1950. március 18. –) felvidéki magyar orvos, író, orvostörténész.

## Élete
Magyar tannyelvű alapiskolába Paláston járt, majd az Ipolysági Magyar Tanítási Nyelvű Gimnáziumban folytatta tanulmányait. Orvosi diplomáját 1975-ben a pozsonyi Comenius Egyetem Orvosi Karán szerezte. Praxisát az ipolysági kórház belgyógyászatán kezdte. Ugyanott lett körzeti orvos, majd 1990-től Csilizradványban.
1991 és 1995 között a pozsonyi Orvostovábbképző Intézet Általános Orvosi Tanszékén volt asszisztens, 2006-tól meghívott előadó a pozsonyi Szent Erzsébet Főiskolán. 1998-ban a Szlovák Tudományos Akadémián szerzett történettudományokból kandidátusi fokozatot. 2011-ben habilitált a Debreceni Egyetem Bölcsészettudományi Karán
Tudományos munkásságának főbb területei a Felvidék orvostörténete (különösen a 18. és 19. század), magyar–szlovák és magyar–cseh orvostörténeti kapcsolatok, patográfia.

## Publikációk

### Könyvek
- Pongrácz Lajos. Hont megyei portré a reformkorból, Dh-Press, Pozsony, 1994, ISBN 80-85545-06-3
- Recept nélkül. Orvosi tanácsok mindenkinek, Lilium Aurum, Dunaszerdahely, 1996, ISBN 80-85704-70-6
- Kiss László, Lacza Tihamér, Ozogány Ernő: A magyar tudomány évszázadai II. Magyar orvosok, mérnökök, tudósok/Tudománytörténeti tanulmányok és arcképvázlatok, Méry Ratio Kiadó, Somorja, 1996,  helytelen ISBN kód: 963-88837-02-2  (társszerző)
- Kínok tövisében – Nagy emberek – hétköznapi kórok, Dunaszerdahely, 1997, ISBN 80-85704-76-5, Czeizel Endre előszavával
- Viagra az ezredvég gyógyszere, Nap Kiadó, Dunaszerdahely, 1999, ISBN 80-85509-76-8
- Doleo – ergo sum. A világirodalom nagyjainak patográfiája, Dunaszerdahely, 2001, ISBN 80-8062-092-X
- Puskás Péter: Boronkay Lajos Kossuth honti kormánybiztosa, Vác, 2001, sajtó alá rendezte, szerkesztette, jegyzetekkel látta el Kiss László
- Kiss László, Lacza Tihamér, Ozogány Ernő: Gondolatokból épült katedrális – magyar orvosok, mérnökök, tudósok, Madách-Posonium, Pozsony, 2001, ISBN 80-7089-317-6 (társszerző)
- Kérdezze meg orvosát, Lilium Aurum, Dunaszerdahely, 2003, ISBN 80-8062-154-3[2]
- Palócia végvára 850 Bašta Palócie, KT Könyv- és Lapkiadó, Komárom, 2006, ISBN 80-8056-520-1 Palást község történelmi olvasókönyve[3]
- Orvostörténeti helynevek a Felvidéken. Dunaszerdahely, 2006, ISBN 80-8062-242-6[4]
- Puskás Péter: Honti csillagok 1848 egén. Gracza Antal és Záhony István vérrel és tintával írt igaz históriája, Vác, 2007, ISBN 978-963-87547-0-7, sajtó alá rendezte, szerkesztette, jegyzetekkel látta el Kiss László
- Kazinczy sógora, Zemplén főorvosa: Dercsényi János, 2009, Hódmezővásárhely-tabáni Református Egyházközség, Budapest–Debrecen, ISBN 978-963-06-6051-8[5]
- Az orvostudomány felvidéki történetéből, Magyar Tudománytörténeti Intézet, Piliscsaba, 2010, ISBN 978-963-9276-78-9, sajtó alá rendezte Gazda István.
- Dr. Kiss László, Lacza Tihamér, Ozogány Ernő: Zsinórpadlás, Méry Ratio, 2013, ISBN 978-808-92868-4-3
- Adalékok az egészségtan oktatásának történetéhez. A dietetikától a társadalomegészségtanig; Balaton Akadémia, Keszthely, 2014 (Szent György könyvek)
- A jó palócok és tót atyafiak orvosai, Magyar Tudománytörténeti Intézet, Budapest, 2015, ISBN 978-615-5365-09-6 [6]

### Közéleti aktivitás
- A budapesti Orvosi Hetilap lektora
- A Slovensky lekár és a Rehabilitácia lapok szerkesztőbizottságának tagja
- A Csallóköz, az Új Nő és a Remény című szlovákiai magyar lapok orvosi (egészségnevelő) rovatának írója
- A Vámbéry Társaság Tudományos Kollégiumának tagja (Dunaszerdahely)
- A Szlovákiai Magyar Egészségügyi Társaság tagja

## Kitüntetések, díjak
- 1985 Medicus Universalis nívódíja a „Gyorsult vérsejtsüllyedés a klinikai gondolkodás próbaköve” dolgozatáért
- 1988 Medicus Universalis nívódíja az „Egy majdnem elfeledett kórkép: Az actinomycosis cervicofacialis” dolgozatáért
- 1987 Orvosi Hetilap Markusovszky-díja az előző évfolyam legsikeresebb cikkeiért
- 1993 Orvosi Hetilap Markusovszky-díja az előző évfolyam legsikeresebb cikkeiért
- 2000 Magyar Orvostörténelmi Társaság Zsámboky-emlékérem
- 2002 A Szlovák Köztársaság kormányalelnökének ezüst plakettje
- 2006 Orvosi Hetilap Markusovszky-díja az előző évfolyam legsikeresebb cikkeiért
- 2006 A szímői Jedlik Ányos Társaság díja
- 2007 Esterházy János Emlékérem
- 2008 Genersich Antal díj
- 2010 Weszprémi István Emlékérem
- 2010 Pro Patria Honismereti Szövetség Pátria-díja[7]
- 2013 Orvosi Hetilap Markusovszky-díja az előző évfolyam legsikeresebb cikkeiért – A csallóközi endémiás kretenizmus története, Orvosi Hetilap, 2012, 153, 1752–1759.[8]
- 2015 Turczel Lajos-díj[9]